# 都市計画道路郷州戸頭線

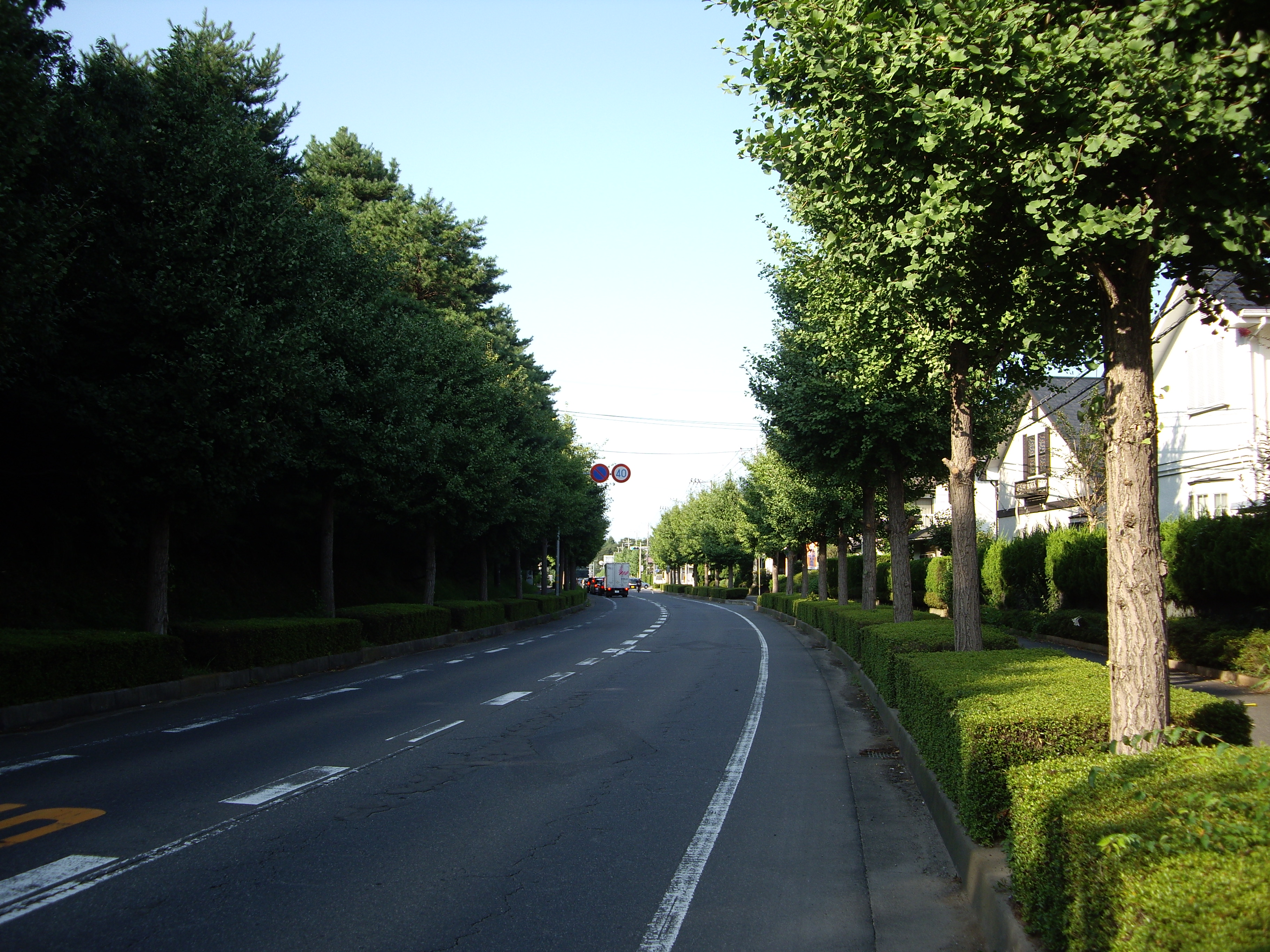
みずき野五丁目（いちょう通り）

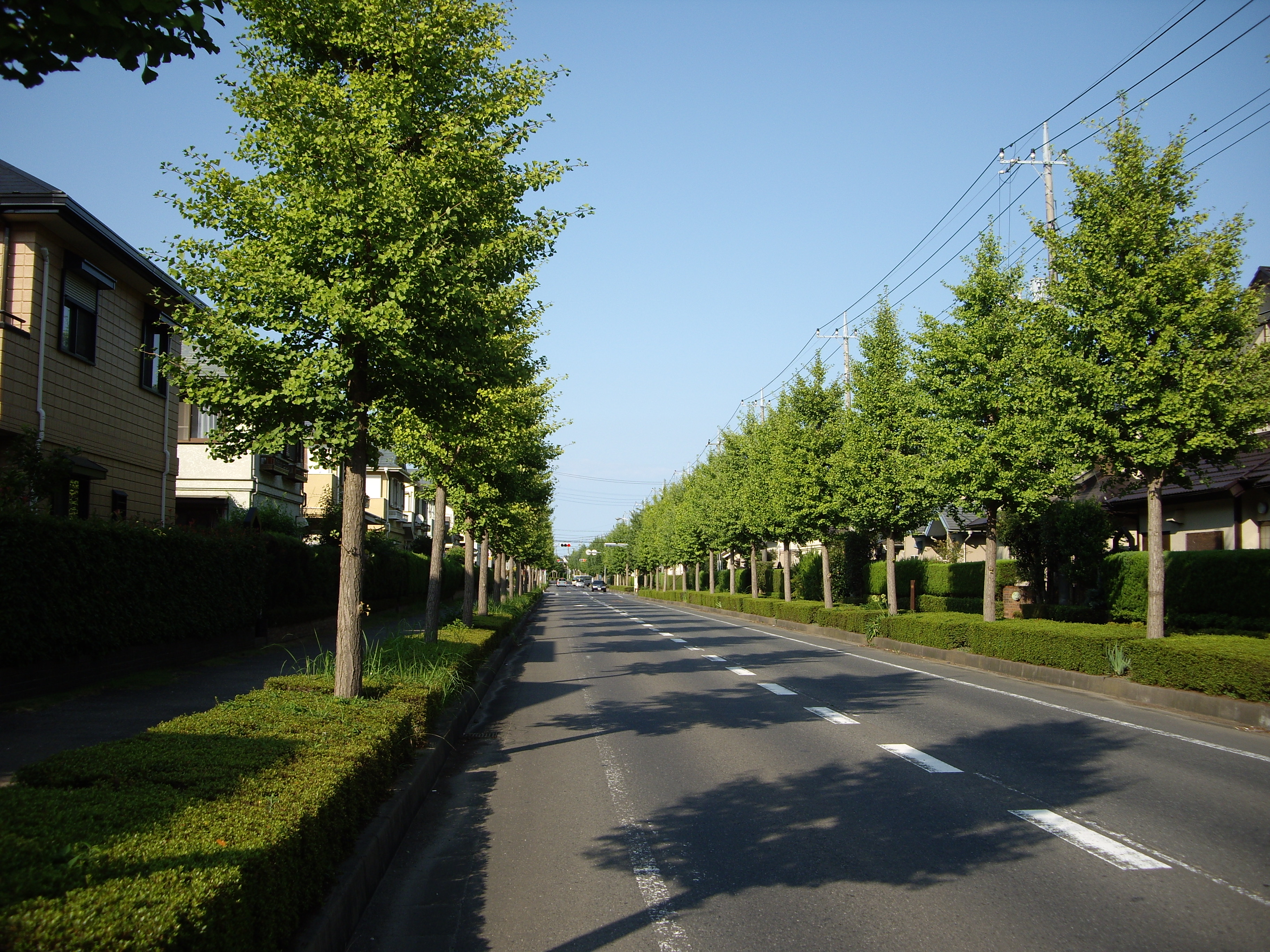
みずき野一丁目（いちょう通り）

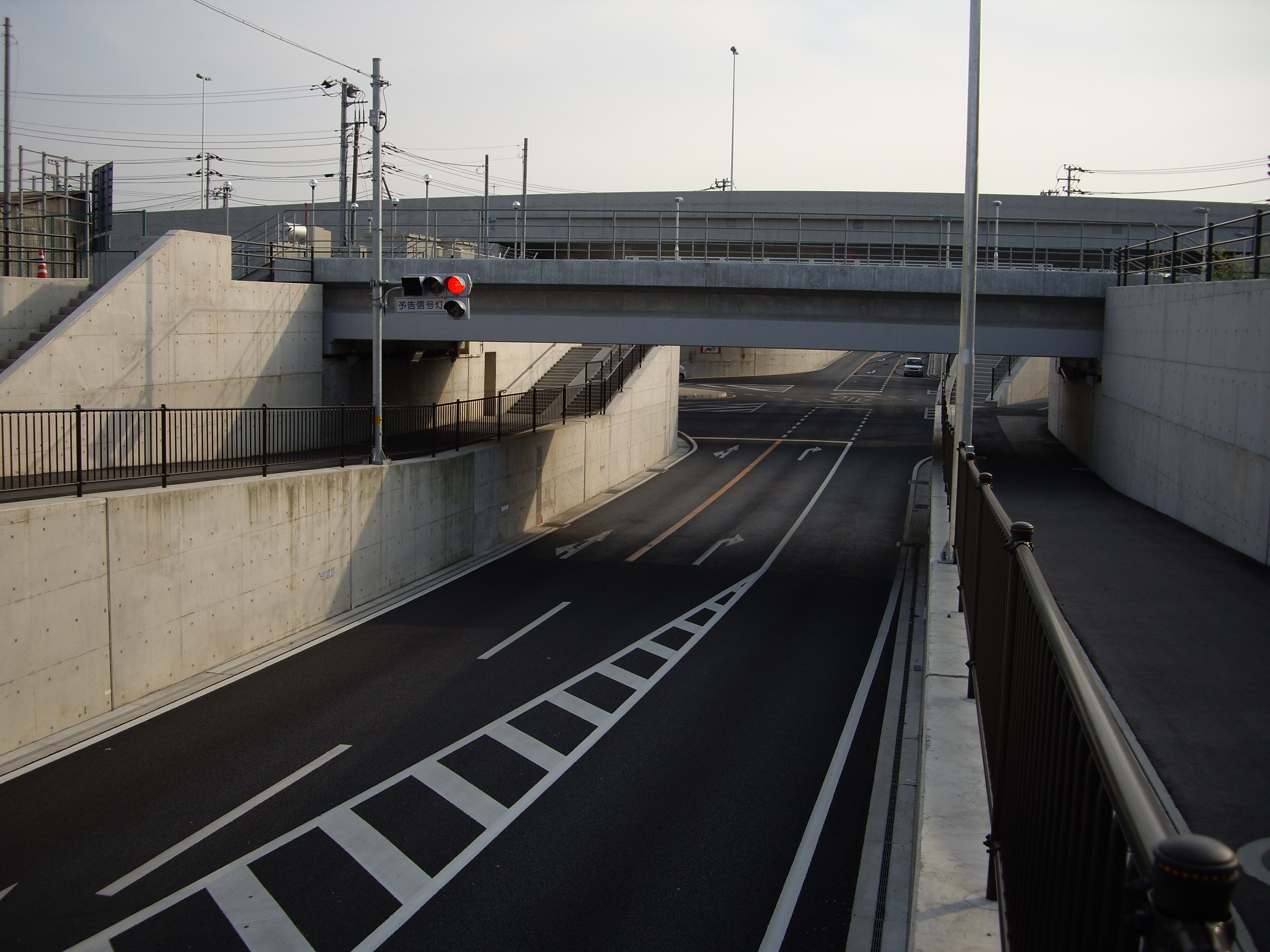
乙子交差点（国道294号交点）

都市計画道路郷州戸頭線（としけいかくどうろごうしゅうとがしらせん）は、茨城県守谷市の都市計画道路である。

## 概要
守谷市みずき野七丁目のみずき野十字路より、乙子の乙子橋（取手市境）に至る道路である。沿線は主に住宅街となっている。
みずき野十字路より北は県道谷井田稲戸井停車場線、乙子交差点より南は茨城県道・千葉県道47号守谷流山線となっており、乙子交差点から乙子橋までは守谷流山線と重複する。
- 起点：守谷市みずき野七丁目・みずき野十字路（県道谷井田稲戸井停車場線交点）
- 終点：守谷市乙子（乙子橋）
- 延長：1,59m（完成時）

### いちょう通り
直通する谷井田稲戸井停車場線と併せて、乙子交差点以北のみずき野地内では｢いちょう通り｣となっている。みずき野地区の南北を結ぶ通りであり、その名の通り銀杏並木が続く。

### 守谷街道
乙子交差点以南は守谷流山線全線との重複部分になっており｢守谷街道｣となっている。

## 通過する自治体
- 守谷市

## 途中交差点
| 交差点名             | 所在地         | 備考                 |
| -------------------- | -------------- | -------------------- |
| みずき野十字路交差点 | みずき野七丁目 | 守谷みずき野郵便局前 |
| （交差点名なし）     | みずき野五丁目 |                      |
| 郷州小学校前交差点   | みずき野五丁目 | 郷州小学校前         |
| （交差点名なし）     | みずき野一丁目 |                      |
| （交差点名なし）     | みずき野一丁目 |                      |
| 乙子交差点           | 本町           | 接続:国道294号       |
| 乙子南交差点         | 乙子           |                      |
| （交差点名なし）     | 美園一丁目     |                      |

## 交差・接続する道路
- 茨城県道328号谷井田稲戸井停車場線（いちょう通り・直通）
- 茨城県道・千葉県道47号守谷流山線（守谷街道・直通）
- けやき通り（都市計画道路郷州沼崎線・都市計画道路新道みずき野線）
- 銚子街道（鎌倉街道）
- 国道294号